# Anorak

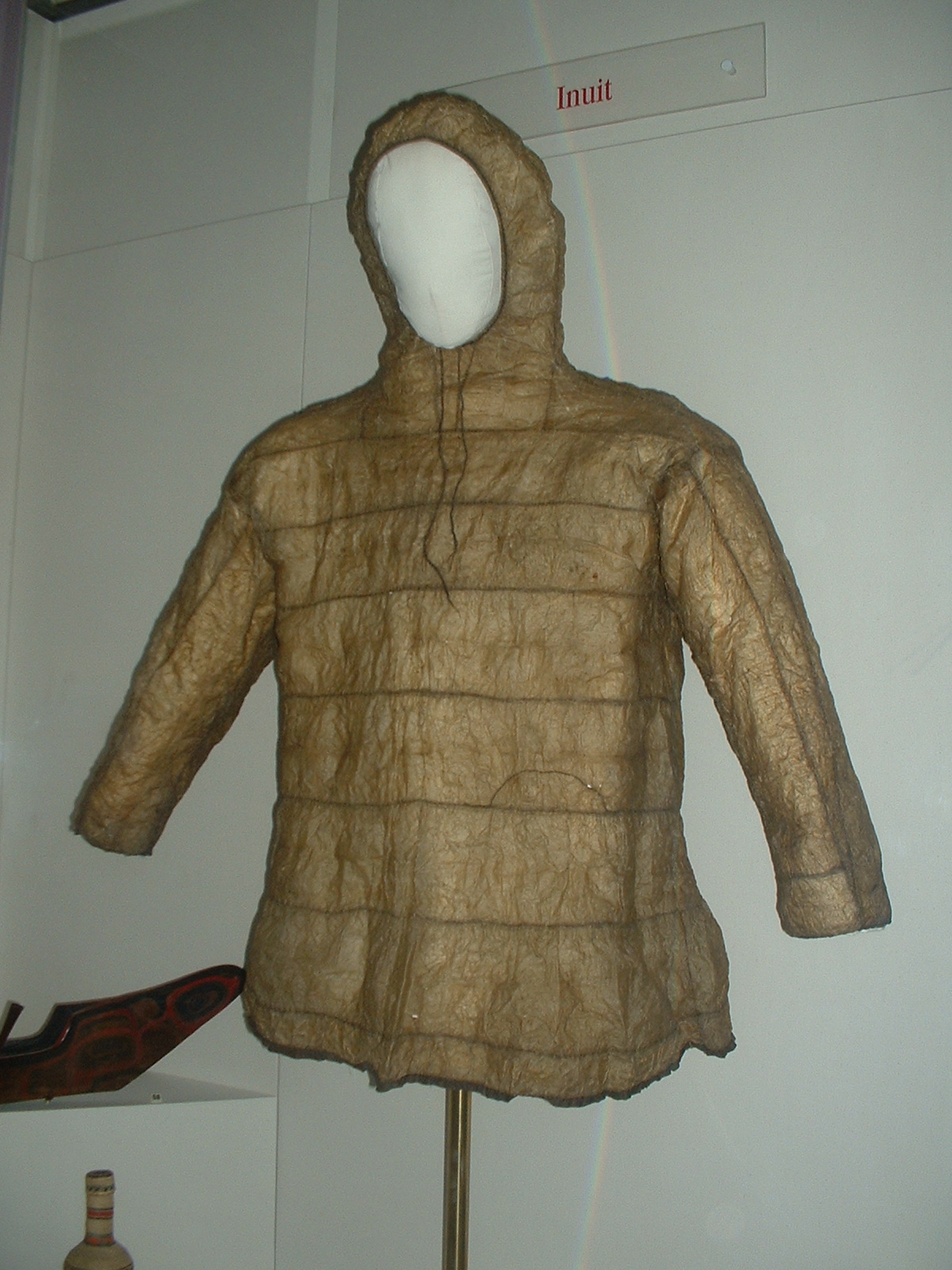
Exemple d'Anorak Inuit traditionnel en boyaux de phoque

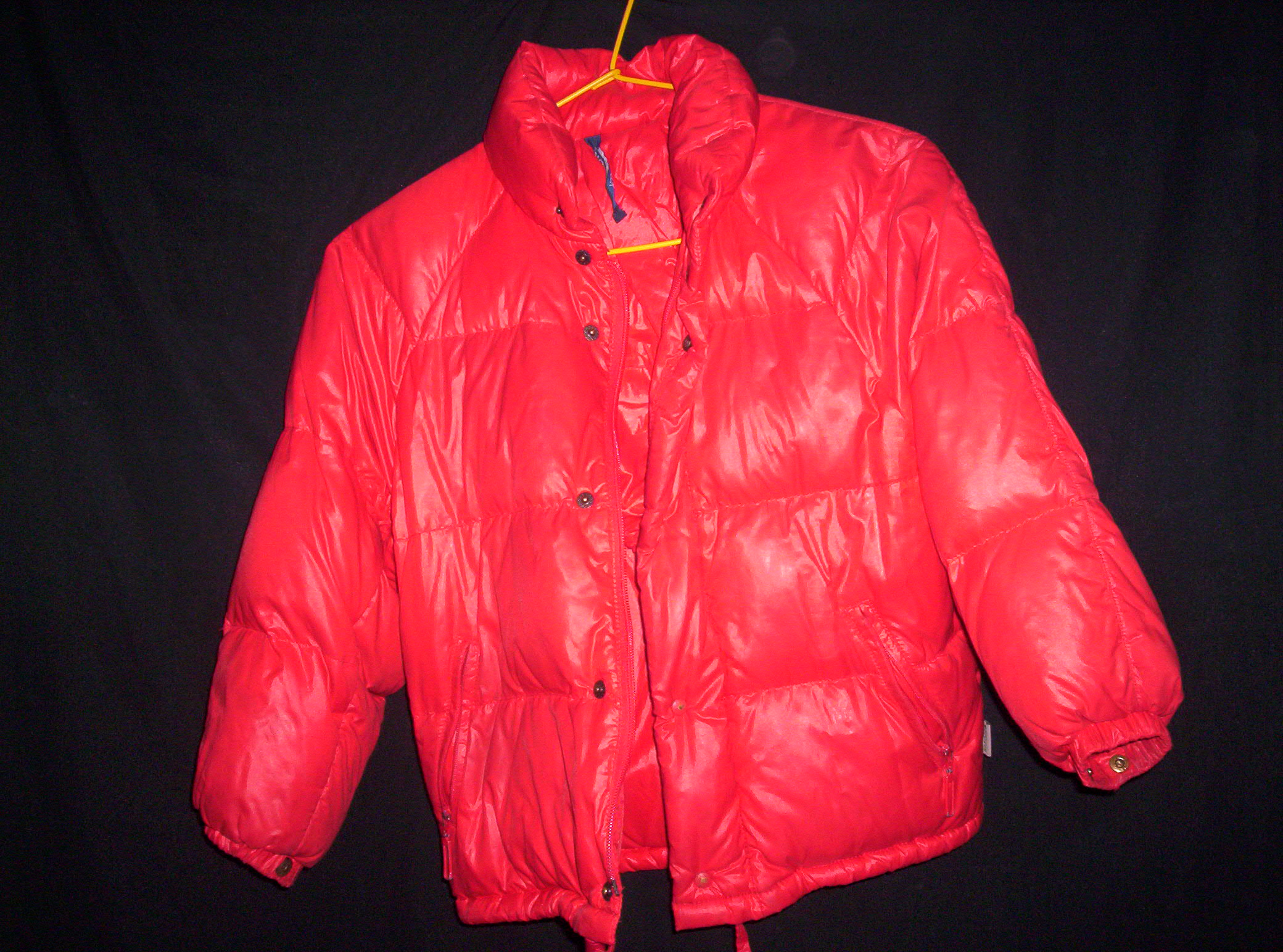
Exemple d'anorak moderne sans capuche.

 (octobre 2024).
Si vous disposez d'ouvrages ou d'articles de référence ou si vous connaissez des sites web de qualité traitant du thème abordé ici, merci de compléter l'article en donnant les références utiles à sa vérifiabilité et en les liant à la section « Notes et références ».
Ne doit pas être confondu avec Anoraak.
L'anorak est un vêtement d'origine inuit utilisé par temps froid ou pluvieux. C'est le mot « anoré », emprunté à la langue inuit, dans laquelle il signifie « vent ».

## L'anorak traditionnel
À l'origine le terme anorak désigne un vêtement imperméable ou coupe-vent, s'enfilant par la tête.
L'anorak peut se limiter à une coquille coupe vent ou être renforcé par un isolant thermique.
La coupe est de forme relativement cintrée et courte afin de permettre les activités physiques, notamment la navigation en kayak, tout en conservant assez de largeur pour pouvoir être porté par-dessus des vêtements isolants. L'anorak comprend généralement une capuche solidaire.
Les anoraks les plus anciens étaient réalisés dans les matériaux disponibles aux inuits présentant des propriétés d’imperméabilités, notamment les boyaux d'animaux ou la fourrure. Avec le développement des échanges et l'évolution de la technologie, les anoraks ont par la suite été réalisés dans d'autres matériaux, notamment en toile de coton puis plus tard, en textiles synthétiques (polyester, nylon...).

## Emploi moderne du terme

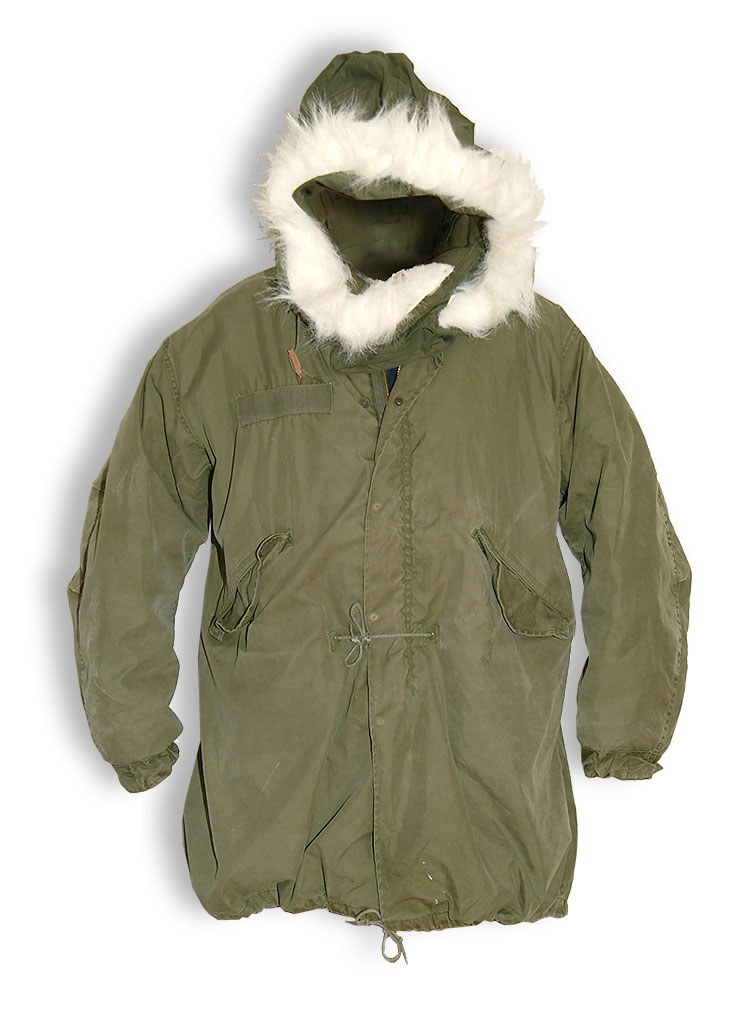
Anorak modèle M-65 de l'armée américaine, avec capuche à fourrure

Le terme anorak a été modernisé et généralisé pour désigner un blouson employé par temps froid ou pluvieux. Il se différencie du manteau ou de la parka par sa longueur, par sa coupe cintrée à la taille et son allure décontractée. Il est souvent épais et destiné à protéger du froid. Les manches et la taille sont élastiques.
Il s'arrête à la taille permettant une plus grande liberté de mouvement à l'inverse de la parka ce qui le rend particulièrement bien adapté aux sports d'hiver. Il se ferme la plupart du temps avec une fermeture à glissière. Il peut comporter ou non une capuche.
L'usage moderne tend à utiliser indifféremment les termes anorak, doudoune et parfois parka pour désigner une épaisse veste d'hiver.